# Вестготская правда

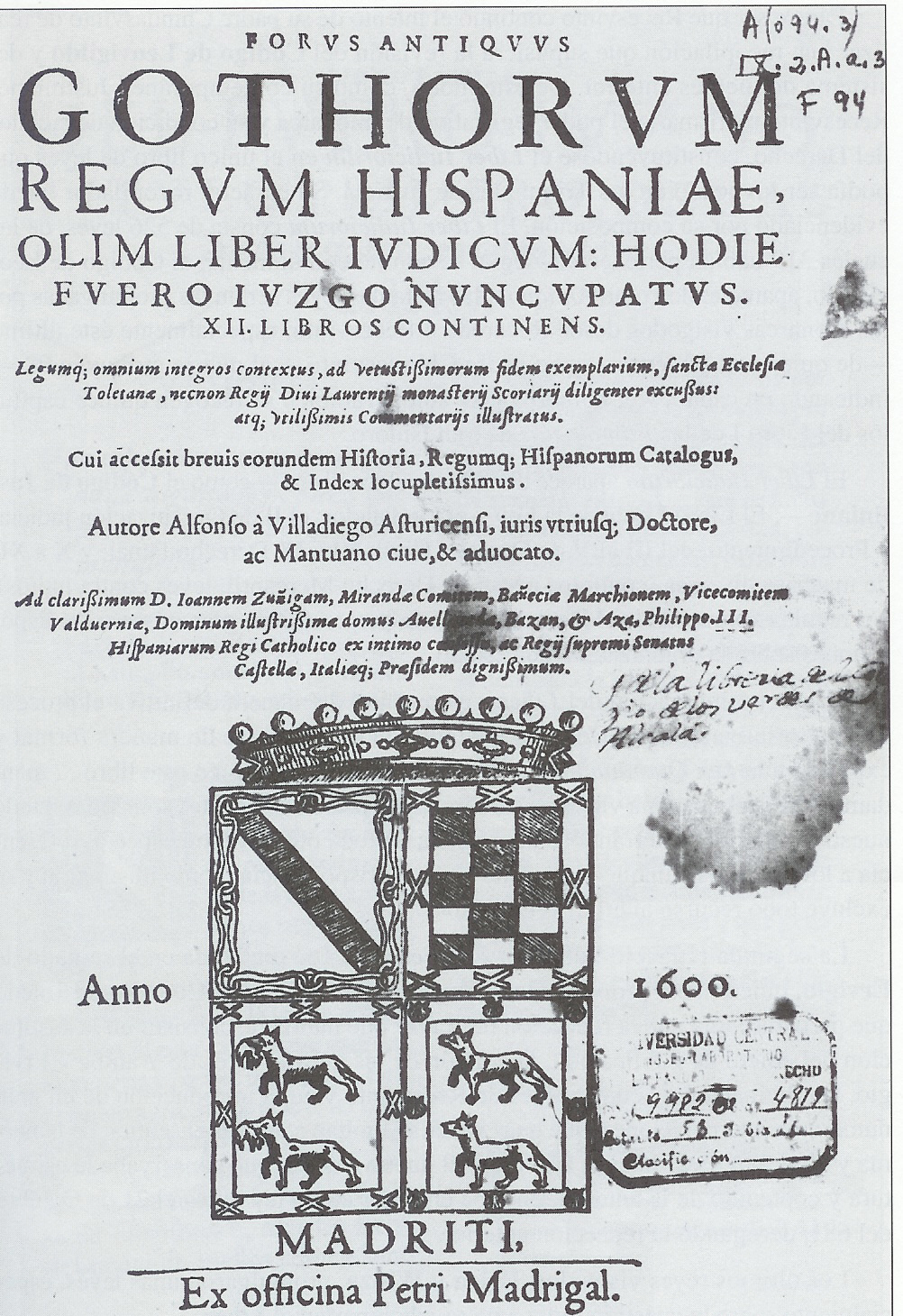
Обложка Liber Judiciorum издания около 1600 года.

Вестготская правда (лат. Lex Visigothorum, Liber Iudiciorum) — правовой кодекс вестготов. Первые своды законов вестготов были составлены королём Эврихом. Как сообщает Исидор Севильский, «готы начали записывать свои законы, которые прежде были известны только как традиции и обычаи». Преемники Эвриха непрерывно дополняли и развивали этот правовой кодекс, сформировав таким образом Вестготсткую правду, изданную в 654 году королём Реккесвинтом и вошедшую наряду с Салической, Бургундской, Тюрингской, Баварской и другими в число первых варварских правд.
Историк Марк Коэн писал, что издание «Вестготской правды» отменило действовавшие остатки римского права и, в связи с принятием католичества королевским домом вестготов, отличалось крайней нетерпимостью в отношении иудеев. Французский историк Леон Поляков называет законодательство королевства вестготов откровенно антииудейским, видя в нём первоисточник европейского антисемитизма.
На русском языке «Вестготская правда» была издана в 2012 году.